# Constitution du Mozambique
Lire en ligne

Consulter

La Constitution du Mozambique est la loi fondamentale de la république du Mozambique, en vigueur depuis le 21 décembre 2004.

## Compléments